# ليلى الجبالي
ليلى الجبالي (ت. 9 يناير 2013)، هي كاتبة سياسية ومترجمة مصرية.

## حياتها
تخرجت من كلية الآداب جامعة القاهرة، قسم الأدب الإنجليزي عام 1957 وعملت منذ تخرجها في جريدة المساء، ثم كاتبة سياسية في جريدة الجمهورية ومسؤولة الشؤون الدبلوماسية بها منذ العام 1964.

## أعمالها
لها مؤلف عن الثورة الڤيتنامية بعنوان: «وانتصرت الثورة الفيتنامية».

### ترجمة
- صناعة الإنشاءات العربية لمؤلفه أنطوان زحلان – مركز الدراسات العربية.
- اليابانيون، تأليف إدوين رايشاوير.[2]
- عندما تغير العالم، تأليف جيمس بيرك.[3]
- عالم يفيض بسكانه، تأليف سير روي كالن.[4]
- الذكاء العاطفي، تأليف دانيال جولمان.
- لها عدة دراسات وأبحاث مترجمة.

## ندوات ومؤتمرات
- شاركت في كثير من المؤتمرات الدولية للمنظمات غير الحكومية حول القضايا العربية والعالم الثالث.

## جوائز وتكريمات
تم تكريمها من قبل ديوان العرب في الرابع من يوليو 2006 تقديرا لجهودها في حقل الترجمة والإبداع حيث قدم لها درع الموقع عام 2006.